# Умар аль-Мустафик
Умар аль-Мустафик (или Абу Хафс Умар аль-Муртада, араб. اأبو حفص المرتضى عمر بن أبي إبراهيم اسحاق بن يوسف بن عبد المؤمن‎, ум. 1266) — двенадцатый халиф династии Альмохадов, правитель Марокко в 1248-1266 годах. 
В период правления аль-Муртады владения Альмохадов сводились лишь к небольшой территории вокруг Марракеша и самому городу. Халиф был вынужден платить дань Маринидам. Аль-Муртада был свергнут своим двоюродным братом Абу Дабусом при поддержке правителя Маринидов Абу Юсуф Якуба ибн Абд аль-Хакка.